# Indolo
L'indolo (o 2,3-benzopirrolo) è un composto eterociclico aromatico, con un anello benzenico e uno pirrolico condensati. Il suo nome viene dall'indaco, noto colorante azzurro-violetto.
A temperatura ambiente si presenta come un solido incolore dall'odore caratteristico. È un composto nocivo.
L'indolo è un sottoprodotto della digestione del triptofano, uno degli amminoacidi essenziali, ed è uno dei composti che conferisce alle feci il caratteristico odore (insieme allo scatolo e altre sostanze).

## Metodi di sintesi
Un metodo di sintesi è la sintesi di Fischer, dove una aldeide o un chetone reagiscono con fenilidrazina in ambiente acido:
Consiste nella ciclizzazione a caldo di arilidrazine con catalizzatore acido (es. acido cloridrico, cloruro di zinco, trifluoruro di boro).
Con questo metodo si possono preparare unicamente indoli sostituiti, pertanto, per la sintesi del fenilidrazone intermedio, di aldeidi o chetoni da ciclizzare, non può essere usata la formaldeide; le aldeidi o chetoni usati devono infatti avere un gruppo metile o metilenico in alfa al carbonile.